# Kazimír
Kazimír (polsky Kazimierz) je slovanské jméno, skládající se z členů Kazi- („ničit, kazit“) a -mír („mír, klid, pokoj“), alternativně se může jednat o základ slova kázat, tedy ten kdo káže mír (mírotvůrce). Znamená buďto „ten, který (nechť) kazí mír“ nebo „ten, kdo káže mír“.
Podle českého kalendáře má Kazimír svátek 5. března.

## Domácké podoby
Kazda, Kazík, Kazimírek, Kazek, Kazka, Mirek, Míra.

## Statistické údaje
Následující tabulka uvádí četnost jména v ČR a pořadí mezi mužskými jmény ve srovnání dvou roků, pro které jsou dostupné údaje MV ČR – lze z ní tedy vysledovat trend v užívání tohoto jména:
| Rok       | Četnost   | Pořadí   |
| 1999      | 337       | 239.     |
| 2002      | 322       | 242.     |
| Porovnání | o 15 méně | o 3 hůře |
| 2006      | 287       | 311.     |

Změna procentního zastoupení tohoto jména mezi žijícími muži v ČR (tj. procentní změna se započítáním celkového úbytku mužů v ČR za sledované tři roky 1999–2002) je −3,7 %, což svědčí o poměrně značném poklesu obliby tohoto jména.

## Známí nositelé jména
- Svatý Kazimír (1458–1484) – polský princ

- Kazimír I. – více panovníků
- Kazimír II. – více panovníků
- Kazimír III. Veliký (1310–1370) – polský král
- Kazimír IV. Jagellonský (1427–1492) – polský král

- Kazimír Bezek (1908–1952) – slovenský básník, dramatik a veřejný činitel
- Kazimír Felix Badeni (1846–1909) – polský šlechtic z Haliče, předseda vlády Předlitavska
- Kazimír Falcko-Zweibrückenský (1589–1652) – vévoda ze Stegeborgu, kontrolorm státních financí švédského království
- Kazimír Gajdoš (1934–2016) – slovenský fotbalový útočník a československý reprezentant
- Kazimír Gajdoš (* 1961) – (česko)slovenský fotbalista
- Kazimír Mrozek (* 1950) – český fotbalový brankář
- Kazimír Osvětimský (1393/99–1433/34) – kníže osvětimský, tošecký a hlivický pocházející z dynastie slezských Piastovců
- Kazimír Augustín Ráth (1873–1942) – slovenský právník, advokát a děkan Univerzity Komenského v Bratislavě
- Kazimír Rudý (?–1942) – odbojář za 2. sv. Války (ulice Kazimíra Rudého v Kroměříži)
- Kazimír Tomášek (1817–1876) – český katolický kněz a národní buditel ve Slezsku
- Kazimír Verkin (* 1972) – slovenský atlet, chodec

druhé jméno
- Albert Kazimír Sasko-Těšínský (1738–1822) – těšínský vévoda a německý princ z albertinské větve Wettinů
- Arnošt Kazimír Nasavsko-Weilburský (?–?) – hrabě Nasavsko-Weilburský
- Bedřich Kazimír Kettler (1650 –1698) – vévoda z Kuronsko-zemgalského vévodství z dynastie Kettlerů
- Fridrich Kazimír Frýštatský (1542–1571) – těšínský kníže z rodu Piastovců
- Gustáv Kazimír Zechenter-Laskomerský (1824–1908) – slovenský prozaik a publicista
- Jan Kazimír Celesta z Celestinu († po 1723) – slezský šlechtic z rodu Celestů z Celestinu
- Jan Kazimír Falcko-Simmernský (1543–1592) – kníže falcký a simmernský z rodu Wettinů
- Jan Kazimír Kolb z Vartenberka (1643–1712) – pruský politik
- Jan Kazimír z Nassau-Weilburgu (1577–1602) – hrabě nassavský, zakladatel rodové linie z Nassau-Gleibergu
- Václav Kazimír Netolický z Eisenberka (1700–1760) – český šlechtic a rakouský státník, později hrabě
- Jan Kazimír Sasko-Coburský (1564–1633) – kníže saský a coburský z rodu Wettinů
- Jan Kazimír Wiedersperger z Wiederspergu (1799–1871) – český římskokatolický kněz, děkan teologické fakulty v Olomouci
- Vratislav Kazimír Šembera (1844–1891) – český básník a novinář

Kazimir
- Kazimir Malevič (1879–1935) – ruský malíř a teoretik umění

pseudonym
- Kazimír Lupinec, vlastním jménem Jan Červený (* 1976) – český divadelní herec a scenárista

fiktivní
- král Kazisvět VI. z pohádky Princezna se zlatou hvězdou

## Jiné významy
- Kazimír – rybník v okrese Jihlava
- Kazimír – obec na Slovensku v okrese Trebišov
- Vyšný Kazimír – obec na Slovensku v okrese Vranov nad Topľou
- (Kaziměř) či Kazimierz (Krakov) – jedna ze čtvrtí polského města
- Kazimírovský zámek (Zamek Kazimierzowski) – v polské Přemyšli
  - Kazimír – druh vlnařské tkaniny